# 波苏达斯安塔斯
波苏达斯安塔斯是巴西南大河州的一个市镇。总面积62.102平方公里，总人口1976人，人口密度31.8人/平方公里。